# Podział administracyjny Kościoła katolickiego w Kambodży
Podział administracyjny Kościoła katolickiego w Kambodży – w ramach Kościoła katolickiego w Kambodży funkcjonują obecnie dwie prefektury apostolskie i wikariat apostolski podległe bezpośrednio do Rzymu.
Jednostki administracyjne Kościoła katolickiego obrządku łacińskiego w Kambodży:

## Diecezjebezpośrednio podległedoStolicy Apostolskiej
- Wikariat apostolski Phnom Penh
- Prefektura apostolska Bătdâmbâng
- Prefektura apostolska Kompong Cham